# 萩原啓太
萩原 啓太（はぎわら けいた、1986年 - ）は、日本のテレビディレクター。
株式会社「MOOOVE」代表取締役。以前はフジテレビにてバラエティー制作に携わっていた。東京都出身。血液型はA型。
マイアミ啓太名義でも活動する。

## 来歴
慶應義塾高等学校、慶應義塾大学卒業後、2009年にフジテレビ入社。AD時代に担当していた番組は「笑っていいとも!」「もしもツアーズ」など。ディレクターとしては「キスマイBUSAIKU!?」「ヨルタモリ」「とんねるずのみなさんのおかげでした」に携わる。
2015年10月「人生のパイセンTV」で初めての演出を担当。フジテレビ最年少演出家（当時29歳)として注目を集める。「人生のパイセンTV」では自らがマイアミというキャラで出演・ロケでカメラを回すといったディレクターの仕事も兼任していた。「マイアミ ケータ」という名前の由来は、収録の時に“マイアミビーチ”と書かれたピンクのトレーナーを着ていた所からきている。
私生活では、2017年1月24日にInstagramで結婚を報告。
2019年11月末付けで、フジテレビを退社した。今後はフリーディレクターとして活動する

## 人物
- 趣味は、車、ハーレー、サーフィン、海、筋トレ、日焼け[7]。
- 中学・高校・大学と野球一筋。大学の時に怪我のため現役選手を引退してからは、慶應義塾高等学校の野球部で学生コーチを4年間続ける[8]。4年間でおよそ500人近くもの後輩をコーチングしていた。のちに学生コーチの経験が自身の番組作りに繋がっているという[1]。

## 担当番組(フジテレビ局員時代)
- 笑っていいとも!
- もしもツアーズ
- AKB48選抜総選挙
- キスマイBUSAIKU!?
- ヨルタモリ
- 人生のパイセンTV
- とんねるずのみなさんのおかげでした
- いただきハイジャンプ
- アオハル (青春) TV

## 担当番組(フリー時代)
- 週刊さんまとマツコ（TBS）
- 恋するメソッド（ABEMA）
- 大人の恋愛地図 Supported by 東京カレンダー（ABEMA）

## 同期入社
- 立本信吾
- 福井慶仁
- 松村未央
- 山中章子